# Christoph Wölfflin

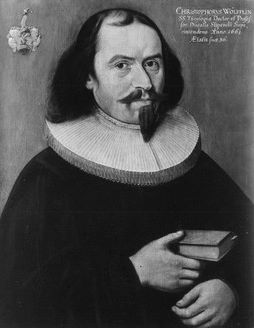
Christoph Wölfflin auf einem Ölgemälde aus dem Bestand der Tübinger Professorengalerie

Christoph Wölfflin (* 23. Dezember 1625 in Kirchheim unter Teck; † 30. Oktober 1688 in Stuttgart) war ein deutscher lutherischer Theologe und Professor an der Universität Tübingen.

## Leben
Christoph Wölfflin immatrikulierte sich 1639 in Tübingen. Er war ab 1651 Diaconus in Urach und wechselte 1657 nach Tübingen, wo er ab 1660 außerordentlicher Professor für Theologie an der Universität und zugleich Superattendent des herzoglichen Stiftes war. 1661 wurde er zum Dr. theol. promoviert. 1669 kam er als Hofprediger und Konsistorialrat nach Stuttgart und wurde 1671 Abt des Klosters Lorch. Ab 1680 war er Stiftspropst in Stuttgart.
Sein 1661 gemaltes Porträt hängt in der Tübinger Professorengalerie.